# 斯基沃市鎮
斯基沃市鎮（丹麥語：Skive Kommune）是丹麥的一個市鎮，位於日德蘭半島西北部，屬中日德蘭大區。面積690.7平方公里，2009年人口48,300人。行政中心为斯基沃。